# Аз съм по средата
Аз съм по средата е американски сериал по Дисни Ченъл. Звездите в сериала са Джена Ортега, Рони Хаук, Айзък Пресли, Ариана Грийнблат, Кейла Мейсонет, Николас Бехтел, Малачи Балтън, Карина Винсент, Джо Ниевес. Премиерата на сериала в България е на 10 септември, 2016 г. Първият сезон съдържа 17 епизода. На 15 юни, 2016 г. става ясно, че сериалът ще има и втори сезон.

## Сюжет
Сериалът се разиграва в щата Масачузетс в измисления град Маршпорт. Разказва се за живота на едно семейство и се набляга специално на средното от всичките седем – Харли. Именно тази ситуация поставя младото момиче в доста нелека роля – да се справя сама и да бъде изобретателна.

## Герои
- Харли Диаз е средното (четвърто) дете от всичките седем. Тя е малък инжeнерен гений и вижда себе си като иноватор. Тя е централният персонаж в сериала.
- Рейчъл Диаз е най-голямото дете от всичките седем, и е голяма егоцентричка. Има си гадже на име Къв, който е много непохватен.
- Джорджи Диаз е другата по-голяма сестра на Харли. Тя обича баскетбола, но никога не е вкарвала кош.
- Итън Диаз е по-големият брат на Харли и нейният най-добър приятел в семейството. Той е амбициозен музикант.
- Луи и Звяра са братя близнаци постоянно се конкурират кой от двамата е по-добър.
- Дафни Диаз е най-малката от всички деца. Обича да си играе с куклите си, както и на чаено парти с тях.

## Сезони
Снимките на сериала започват през ноември 2015 г. Снимките за втори сезон започват на 15 юни 2016 г. Сериалът е подновен за трети сезон от Дисни Ченъл на 31 август 2017 г.  На 30 март 2018 г. Дисни Ченъл обяви, че сериалът ще приключи с три сезона.